# Suspending Disbelief
| Críticas profissionais | Críticas profissionais |
| Avaliações da crítica  | Avaliações da crítica  |
| Fonte                  | Avaliação              |
| ---------------------- | ---------------------- |
| Allmusic               | [ 1 ]                  |

Suspending Disbelief é o oitavo álbum do cantor e compositor norte-americano Jimmy Webb, lançado em setembro de 1993 pela Elektra Records.

## Faixas
| N.º            | Título                                 | Compositor(es)                 | Duração |  |
| 1.             | "Too Young to Die"                     | Jimmy Webb                     | 5:43    |  |
| 2.             | "I Don't Know How to Love You Anymore" | Jimmy Webb                     | 5:05    |  |
| 3.             | "Elvis and Me"                         | Jimmy Webb                     | 5:49    |  |
| 4.             | "It Won't Bring Her Back"              | Jimmy Webb                     | 3:46    |  |
| 5.             | "Sandy Cove"                           | Jimmy Webb                     | 5:44    |  |
| 6.             | "Friends to Burn"                      | Jimmy Webb                     | 5:01    |  |
| 7.             | "What Does a Woman See in a Man"       | Jimmy Webb                     | 4:11    |  |
| 8.             | "Postcard from Paris"                  | Jimmy Webb                     | 4:57    |  |
| 9.             | "Just Like Always"                     | Jimmy Webb                     | 3:59    |  |
| 10.            | "Adios"                                | Jimmy Webb                     | 3:30    |  |
| 11.            | "I Will Arise"                         | Albert E. Burmely / Jimmy Webb | 4:46    |  |
| Duração total: | Duração total:                         | Duração total:                 | 52:38   |  |